# Titularbistum Sinitis
Das Bistum Sinitis (italienisch diocesi di Siniti, lateinisch Dioecesis Sinitensis) ist ein Titularbistum der römisch-katholischen Kirche.
Die in Nordafrika gelegene Stadt war ein alter römischer Bischofssitz, der im 7. Jahrhundert mit der islamischen Expansion unterging. Er lag in der römischen Provinz Numidien.
| Titularbischöfe von Sinitis |                                                 |                                                                                      |                   |                   |
| Nr.                         | Name                                            | Amt                                                                                  | von               | bis               |
| 1                           | James Grant                                     | Apostolischer Vikar von Lowland District (Großbritannien)                            | 21. Februar 1755  | 3. Dezember 1778  |
| 2                           | Giacomo Luigi Fontana MEP                       | Apostolischer Vikar von Sichuan Apostolischer Vikar von Huguang (China)              | 9. Mai 1817       | 11. Juli 1838     |
| 3                           | Eugène-Jean-Claude-Joseph Desflèches MEP        | Apostolischer Koadjutorvikar von Sichuan Apostolischer Vikar von Ost-Sichuan (China) | 18. Dezember 1840 | 20. Februar 1883  |
| 4                           | Bernardo Caetani d’Aragona OSB                  | Koadjutorbischof von San Severo (Italien)                                            | 9. August 1883    | 27. April 1889    |
| 5                           | Philippe-Prosper Augouard CSSp                  | Apostolischer Vikar des oberen Kongo (Kongo)                                         | 14. Oktober 1890  | 30. November 1915 |
| 6                           | Luis Mena Arroyo Titularerzbischof pro hac vice | Koadjutorerzbischof von Chihuahua Weihbischof in Mexiko (Mexiko)                     | 1. September 1964 | 3. März 2009      |
| 7                           | Leslie Rogers Tomlinson                         | Weihbischof in Melbourne (Australien)                                                | 5. Mai 2009       | 3. Februar 2012   |
| 8                           | Jan Piotrowski                                  | Weihbischof in Tarnów (Polen)                                                        | 14. Dezember 2013 | 11. Oktober 2014  |
| 9                           | Henryk Wejman                                   | Weihbischof in Stettin-Cammin (Polen)                                                | 22. November 2014 |                   |